# 12 stuljev (film fra 1976)
12 stuljev (russisk: 12 стульев) er en sovjetisk tv-film i fire dele fra 1976 instrueret af Mark Zakharov. Filmen er baeret på romanen Tolv stole skrevet af det sovjetiske forfatterpar Ilf og Petrov og udgivet i 1928.
Filmen er den anden filmatisering af romanen. Den første blev instrueret af Leonid Gajdaj og udsendt som 12 stuljev i 1971.

## Handling
Filmen foregår i 1927 fra april til oktober i Sovjetunionen i byerne Stargorod, Moskva, Vasjuki, Pjatigorsk, Vladikavkas, Tbilisi og Jalta.
Ippolit Matveyevitj Vorobjaninovs stille liv ændrer sig ved hans svigermors pludselige død. På dødslejet røber hun, at hun har gemt sine diamanter fra den fremrykkende Røde hær ved at sy diamanterne ind i sædet på en af hendes 12 spisestuestole. Vorobjaninov beslutter at finde skatten. Før han kommer i gang møder, han en ung charlatan og lykkeridder, Ostap Bender, der overtaler ham til at hjælpe mod at dele skatten. Uheldigvis har den lokale præst, Fader Fjodor, også hørt om hemmeligheden, da svigermoderen aflagde skriftemål. Fader Fjodor beslutter sig også for at finde skatten.
Parterne drager ud over landet for at finde stolene. Under deres færd møder de mange forskellige personer og kommer ud for flere episoder. De finder stolene en efter en, men uden at finde diamanterne. Da de har fundet de 11 af de 12 stole, drager Bender og Vorobjaninov tilbage til Moskva. Fader Fjodor har under sine bestræbelser mister forstanden. I Moskva lykkes det Bender at finde den sidste af de 12 stole, og han fortæller Vorobjaninov, hvor den er. Vorobjaninov beslutter sig for at tage skatten selv, og myrder Bender. Da Vorobjaninov endelig finder den sidste stol, finder han ud af, at skatten allerede er fundet og at pengene er brugt til at finansiere et nyt kulturcenter.

## Medvirkende
- Andrej Mironov som Ostap Bender
- Georgij Vitsin som Bezentjuk
- Anatolij Papanov som Vorobjaninov
- Rolan Bykov som Fader Fjodor
- Aleksandr Abdulov som Sjjukin